# Championnats d'Europe de taekwondo 1982
Navigation
Édition précédente Édition suivante
Les championnats d'Europe de taekwondo 1982 ont été organisés du 23 au 27 septembre 1982 à Rome, en Italie. Il s'agissait de la quatrième édition des championnats d'Europe de taekwondo.